# جورج رالف
جورج رالف (بالإنجليزية: George Relph)‏ هو ممثل بريطاني، ولد في 27 يناير 1888 في المملكة المتحدة، وتوفي في 24 أبريل 1960 بلندن في المملكة المتحدة.

## أعمال

### أفلام
- (1959) بن هور[4][5][6]

## ترشيحات
- جائزة توني لأفضل ممثل في مسرحية [الإنجليزية]‏ (1958)

## وصلات خارجية
- جورج رالف على موقع IMDb (الإنجليزية)
- جورج رالف على موقع ألو سيني (الفرنسية)
- جورج رالف على موقع أول موفي (الإنجليزية)
- جورج رالف على موقع قاعدة بيانات برودواي على الإنترنت (الإنجليزية)
- جورج رالف على موقع قاعدة بيانات الأفلام السويدية (السويدية)
- جورج رالف على موقع قاعدة بيانات الفيلم (الإنجليزية)
- جورج رالف على موقع كينوبويسك (الروسية)